# Myxilla diversiancorata
Myxilla diversiancorata är en svampdjursart som beskrevs av William Lundbeck 1905. Myxilla diversiancorata ingår i släktet Myxilla och familjen Myxillidae.
Artens utbredningsområde är Island. Inga underarter finns listade i Catalogue of Life.